# Brent Faiyaz
Brent Faiyaz, pseudonimo di Christopher Brent Wood (Columbia, 19 settembre 1995), è un cantautore statunitense.
Ha iniziato la sua carriera pubblicando musica su SoundCloud intorno al 2013 e nel 2016 ha formato con i produttori discografici Dpat e Atu il gruppo musicale Sonder. Ha iniziato ad attirare attenzioni dopo avere collaborato con il rapper GoldLink nel brano Crew, che ha riscosso un ottimo successo soprattutto negli Stati Uniti, e nel 2017 ha pubblicato il suo album in studio di debutto Sonder Son. Negli anni seguenti ha continuato a rilasciare musica con Sonder, ma ha anche ottenuto un discreto successo con l'EP del 2020 Fuck the World e con il suo secondo album in studio Wasteland del 2022, entrambi certificati disco di platino negli Stati Uniti e disco d'argento nel Regno Unito.

## Biografia
Christopher Brent Wood è nato il 19 settembre 1995 a Columbia, Maryland, dove a dodici anni ha iniziato a comporre musica, sebbene in principio i suoi genitori non si fossero mostrati apprensivi circa le sue propensioni per la musica.

## Carriera
Nel 2012 rilascia il suo primo progetto, l’LP Sunset Ave.. Dal 2013 ha cominciato a rilasciare le prime canzoni autoprodotte su SoundCloud, rendendo disponibile, sulla piattaforma, l'EP Black Child EP il 19 dicembre dello stesso anno. Il suo primo singolo ufficiale Allure risale al 19 gennaio 2015, seguito da DSN, il 21 luglio, e Running on E, il 15 novembre. Il 19 settembre 2016 ha pubblicato il suo secondo EP, accolto positivamente dalla critica, A.M. Paradox,  anticipato dai singoli Invite Me e Poison, rilasciati rispettivamente il 1 giugno ed il 3 agosto.
Nell'ottobre 2016 ha formato il gruppo Sonder assieme ai produttori Dpat e Atu. Il successivo 16 dicembre è apparso assieme a Shy Glizzy come artista ospite nel singolo Crew di GoldLink, che ha raggiunto il 45º posto della Billboard Hot 100 ed è stato certificato sei volte disco di platino in territorio statunitense.
Il 13 ottobre 2017 ha pubblicato l'album di debutto dal titolo Sonder Son, mentre il successivo 28 gennaio 2018 ha partecipato, seppur in soli venti minuti, alla cerimonia dei Grammy Awards annuali, dove Crew ha ricevuto una candidatura come miglior collaborazione con un artista rap. Il suo terzo EP Lost ha visto la luce il 19 ottobre 2018, e contiene il brano Trust che ha riscoperto popolarità nel 2020 debuttando al 13º posto della Bubbling Under Hot 100 statunitense, al 98º posto della Official Singles Chart britannica e ricevendo un disco di platino in madrepatria per aver superato il milione di copie vendute.

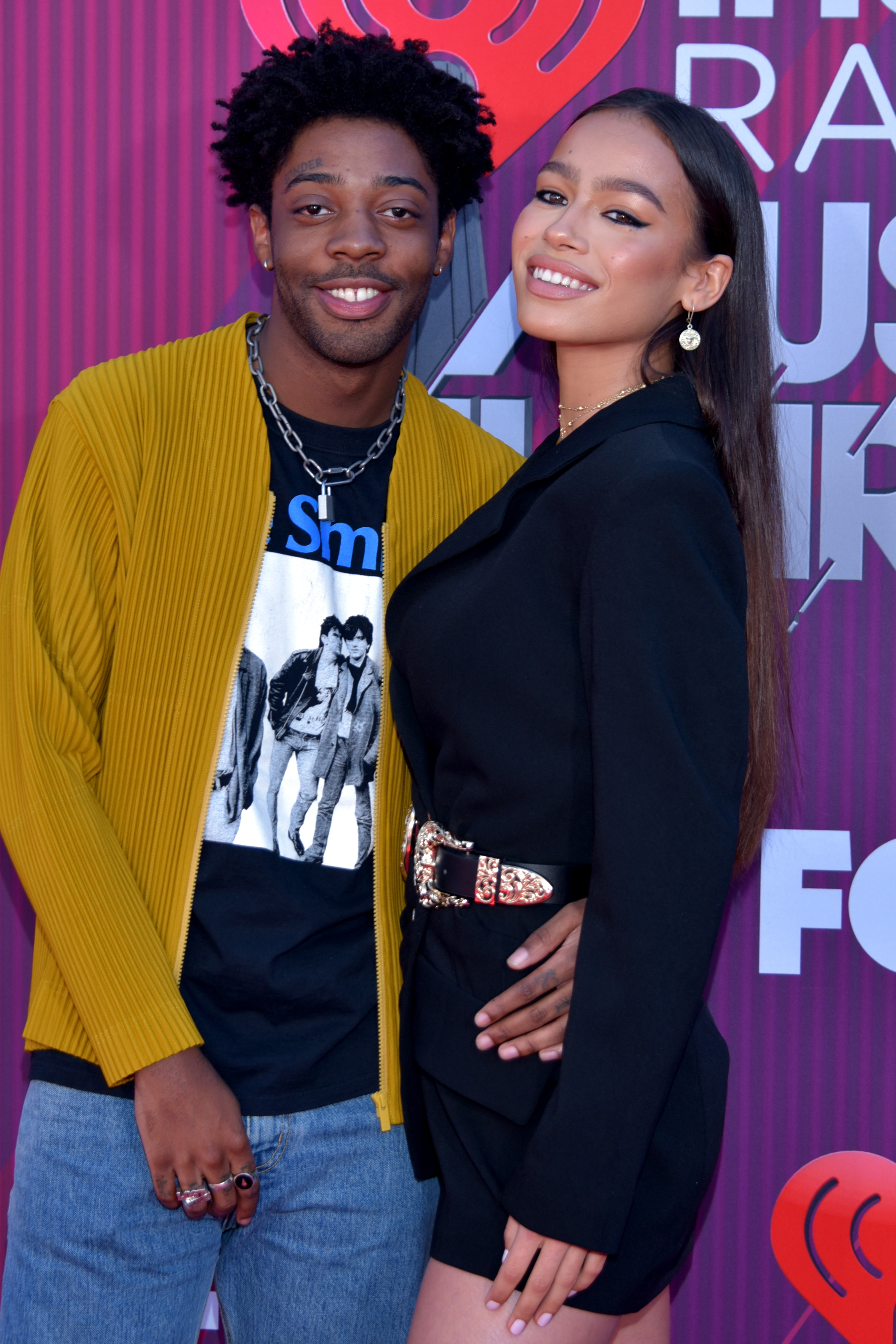
Brent Faiyaz con Zahara Davis agli iHeartRadio Music Awards 2019

A marzo 2019 Faiyaz ha partecipato al brano Demonz (Interlude) di Juice Wrld incluso nell'album Death Race for Love.
Il 7 febbraio 2020 è la volta del quarto EP Fuck the World, che ha raggiunto il numero 20 nella Billboard 200 e il numero 70 nella Official Albums Chart britannica. Il 18 settembre 2020 ha reso disponibile il singolo Dead Man Walking, che gli ha valso una seconda entrata nella classifica del Regno Unito.
Nel corso del 2021 Faiyaz ha reso disponibili due collaborazioni di successo come artista principale: Gravity con DJ Dahi e la partecipazione di Tyler, the Creator, e Wasting Time in collaborazione con Drake, quest'ultimo divenuto la prima top 40 del cantante nella classifica britannica. Sempre con Tyler, the Creator ha inciso come artista ospite assieme a Fana Hues il brano Sweet/I Thought You Wanted to Dance estratto dall'album di Tyler Call Me If You Get Lost. Il 3 dicembre 2021 pubblica Mercedes che diventa il suo primo singolo da solista ad entrare nella Hot 100 al 98º posto. L'8 luglio 2022 ha reso disponibile il secondo album in studio Wasteland, anticipato dal singolo Price of Fame e accolto positivamente dalla critica. Ha debuttato al 2º della Billboard 200 statunitense, divenendo il primo piazzamento in top ten per l'artista.
Il 27 ottobre 2023 ha pubblicato a sorpresa il suo primo mixtape Larger than Life, contenente le collaborazioni di Missy Elliott, ASAP Rocky e Coco Jones tra gli altri. Il mixtape ha debuttato all'undicesima posizione della Billboard 200.

## Influenze musicali
Faiyaz ha citato Lauryn Hill come la sua più grande ispirazione musicale e colei che lo ha motivato nell'iniziare a cantare. Ha menzionato anche Curren$y, Curtis Mayfield, Gil Scott-Heron e Lil Wayne tra gli artisti che hanno contribuito alla sua formazione musicale.

## ISO Supremacy
Nel 2023, Brent Faiyaz ha lanciato la sua etichetta discografica indipendente ISO Supremacy (acronimo di In Search Of Supremacy), distribuita dal gruppo musicale indipendente UnitedMasters.
Al momento, la ISO Supremacy ha due artisti sotto contratto oltre a Faiyaz: Tommy Richman, il cui singolo Million Dollar Baby ha raggiunto la seconda posizione della Billboard Hot 100, e il rapper e produttore nigeriano Spizzledoe.

## Discografia

### Da solista

#### Album in studio
- 2017 – Sonder Son
- 2022 – Wasteland

#### Album
- 2012 – Sunset Ave.

#### Mixtape
- 2023 – Larger than Life

#### EP
- 2013 – Black Child EP
- 2016 – A.M. Paradox
- 2018 – Lost
- 2020 – Fuck the World

#### Singoli
Come artista principale
- 2014 – Natural Release
- 2015 – Allure
- 2015 – DSN
- 2015 – Running on E
- 2016 – Invite Me
- 2016 – Poison
- 2018 – Trust
- 2019 – Fuck the World (Summer in London)
- 2019 – Rehab (Winter in Paris)
- 2020 – Clouded
- 2020 – Dead Man Walking
- 2021 – Gravity (con DJ Dahi feat. Tyler, the Creator)
- 2021 – Show U Off
- 2021 – Wasting Time (feat. Drake)
- 2021 – Mercedes
- 2022 – Price of Fame
- 2023 – Fell in Love (con Marshmello)
- 2023 – Moment of Your Life (feat. Coco Jones)
- 2023 – WY@

Come artista ospite
- 2016 – Crew (GoldLink feat. Brent Faiyaz e Shy Glizzy)
- 2017 – Language (Paperboy Fabe feat. Brent Faiyaz)
- 2022 – Trillions (Alicia Keys feat. Brent Faiyaz)
- 2022 – Don't Look At Numbers (Remix) (Tony Shhnow feat. Brent Faiyaz)

### Con Sonder

#### EP
- 2017 – Into
- 2022 – Too Late to Die Young

#### Singoli
- 2016 – Too Fast
- 2018 – One Night Only
- 2019 – What You Heard
- 2021 – Nobody But You (con Jorja Smith)